# Parafia św. Antoniego Padewskiego w Konarzynach
Parafia Św. Antoniego Padewskiego – rzymskokatolicka parafia w Konarzynach k/Zblewa. Należy do dekanatu zblewskiego diecezji pelplińskiej. Erygowana 18 czerwca 1960 roku.

## Zasięg parafii
Do parafii należą wierni z miejscowości: Bąk, Cięgardło, Gołuń, Olpuch, Pikowo.

## Historia parafii
Rada Gminy w Starej Kiszewie w dniu 17 stycznia 1926 r. podjęła uchwałę o przemianowaniu budynku byłej szkoły ewangelickiej w Konarzynach na kaplicę rzymskokatolicką, natomiast już w dniu 2 lutego tegoż roku zawiązał się społeczny komitet dla utworzenia nowej stacji duszpasterskiej. Od 1926 r. rozpoczęto odprawianie dwóch nabożeństw w miesiącu. Stan taki przetrwał do dnia 1 marca 1934 r., gdy bp Stanisław Wojciech Okoniewski, dekretem z dnia 10 stycznia 1934 r. ustanowił ks. Antoniego Prissa kuratusem parafii w Konarzynach.
W 1934 roku przystąpiono do budowy kościoła wg projektu inż. Ulatowskiego z Torunia. Budowę zakończono w 1937 r.
W dniu 6 marca 1945 r. wycofujące się ⁣⁣wojska hitlerowskie⁣⁣ wysadziły kościół w powietrze. Pozostały jedynie fragmenty murów i łuków stropowych.
W latach 1945–1951 posługę duszpasterską w drewnianej kaplicy, przybudowanej do plebanii w Konarzynach, pełnił ks. Franciszek Wołoszyk. 
W roku 1951 duszpasterzem parafii zostaje ks. Feliks Ożga, natomiast już w roku 1952 – administratorem parafii zostaje ks. mgr Alfons Kowalewski. Od roku 1954 – administratorem parafii zostaje ks. Jan Tkaczyk, który w roku 1956 rozpoczyna odbudowę kościoła parafialnego na starych fundamentach. Przy wielkim zaangażowaniu proboszcza jak i parafian, w listopadzie 1957 roku kościół był już pod dachem.

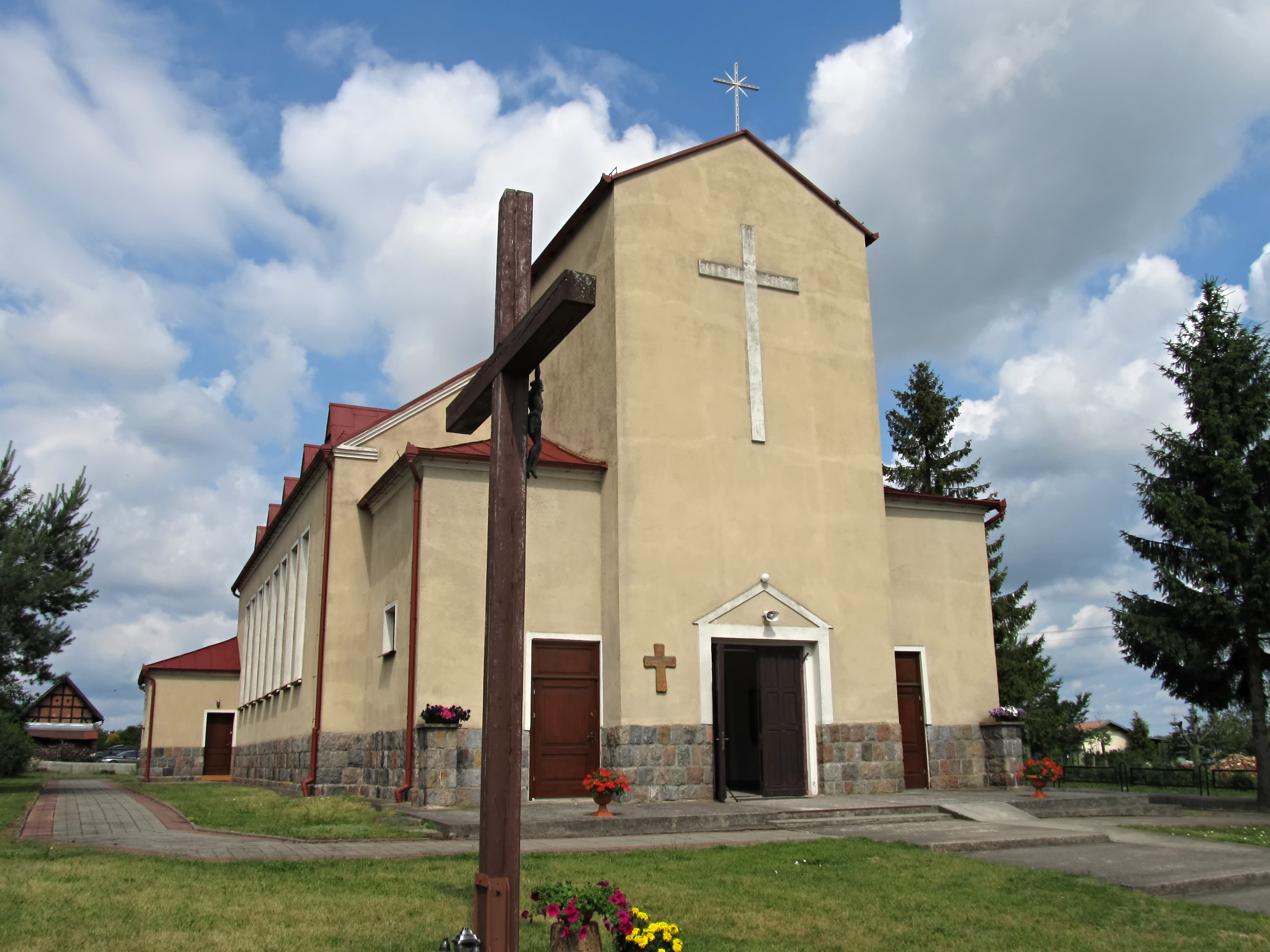
Fasada kościoła pw. św. Antoniego w Konarzynach k/Zblewa

W dniu 1 listopada 1958 r. bp Kazimierz Józef Kowalski poświęcił kościół, a 18 czerwca 1960 r. dokonał konsekracji kościoła.
W latach 1960–1965 posługę duszpasterską sprawuje ks. Bolesław Libiszewski, a następnie, aż do roku 1991, ks. Walerian Doering.
W latach 1991–1997 wykonano pod egidą ks. mgra Leszka Knuta kompleksowy remont zarówno kościoła parafialnego w Konarzynach jak i kościoła filialnego w Olpuchu. Ołtarz główny w kościele w Konarzynach został poświęcony przez biskupa diecezjalnego Jana Bernarda Szlagę w dniu 14 czerwca 1995 r.
Od dnia 17 stycznia 1997 r., proboszczem parafii zostaje ks. Tadeusz Knut, który kontynuuje prace remontowo – budowlane swoich poprzedników.
W roku 1998 odnowiono elewację kościoła filialnego w Olpuchu. Wykonano ołtarz główny oraz dokomponowano dolną część i tabernakulum. 
W Roku Jubileuszowym 2000 odświeżono dach kościoła parafialnego oraz odnowiono ogrodzenie wokół kościoła. W Olpuchu powiększony został cmentarz, zrobiono nowe ogrodzenie.
W 2001 r. w Konarzynach odnowiono wnętrze plebanii, ozdobną płytę na tabernakulum w kościele oraz krzyż procesyjny wraz z podstawą, natomiast w Olpuchu wykonano dwa skrzydła boczne dla ołtarza głównego Trójcy Świętej, zrobiono dwa ołtarze boczne w nawiązaniu stylem do ołtarza głównego, poddano renowacji ambonę, konfesjonał i stacje drogi krzyżowej.
21 czerwca 2002 r. bp Szlaga, pobłogosławił ołtarz w kościele filialnym w Olpuchu, a w 2003 r. tablicę pamiątkową w Konarzynach, poświęconą budowniczym kościoła parafialnego. W Olpuchu biskup Piotr Krupa pobłogosławił drogę procesyjną wokół kościoła oraz nową część cmentarza.
Kolejny duży remont w kościele został wykonany w miesiącach sierpień – wrzesień 2016 roku oraz maj 2017, polegający na wymianie całości stropu między filarami głównymi kościoła oraz wykonaniu prac związanych z prawidłową wentylacją. 
W roku 2019 dokonano renowacji obrazów drogi krzyżowej oraz wymieniono górne i boczne oświetlenie wewnątrz kościoła.

## Kolejni duszpasterze parafii
- ks. Antoni Priss (1934–1939), pierwszy administrator kościoła,[2]
- ks. Stefan Kinka (1939),[3]
- ks. Franciszek Wołoszyk (1945–1951),[4]
- ks. Feliks Ożga (1951–1952),[5]
- ks. Alfons Kowalewski (1952–1954),[6]
- ks. Jan Tkaczyk (1954–1960) – budowniczy nowego kościoła po wojnie,[7]
- ks. Bolesław Libiszewski (1960–1965),[8]
- ks. Walerian Doering (1965–1991),[9]
- ks. Leszek Knut (1991–1997),[10]
- ks. Tadeusz Knut (1997–2004),[11]
- ks. Michał Mazurek (2004–2015)
- ks. Marek Węsierski (od 2015)

## Kapłani pochodzący z parafii
- ks. Józef Narloch
- ks. Leon Gierszewski
- ks. Franciszek Jan Wołoszyk
- ks. Leonard Wołoszyk
- ks. Tadeusz Rybiński[12]